# Мячков, Платон Петрович
Платон Петрович Мячков (1778 — не ранее 1838) — русский государственный деятель, олонецкий вице-губернатор, председатель Олонецкой казённой палаты.

## Биография
В службу вступил в лейб-гвардию, унтер-офицером. С 1796 г. — ротмистр Рижского драгунского полка.
С 1801 г. — уволен с военной службы в Вятскую подвижную милицию.
С 1811 г. — предводитель дворянства Спасского уезда Казанской губернии.
С 1812 г. — штаб-офицер Санкт-Петербургского резервного ополчения.
С 1827 г. — чиновник для особых поручений Департамента государственных имуществ. Коллежский советник.
С 1832 г. — олонецкий вице-губернатор. Во время отъездов олонецкого губернатора неоднократно исполнял его должность
С 1838 г. — председатель Олонецкой казённой палаты.

## Награды
- орден Святого Станислава 4-й степени (1808)
- орден Святого Владимира 4-й степени (28.03.1808)[3]
- орден Святого Владимира 3-й степени (1834)
- орден Святого Станислава 3-й степени (03.09.1836)[4]
- орден Святой Анны 2-й степени (18.09.1838)
- орден Святого Станислава 2-й степени (1839)

- Знак отличия за XV лет беспорочной службы (1835);
- Золотая медаль за службу в милиции.